# Alfred Christern
Alfred Christern (* 22. Mai 1856 in Geesthacht; † 30. April 1929 in Lübeck) war ein deutscher Bürgermeister im damals preußischen Hemelingen.

## Biografie
Christern war der Sohn eines Landwirtes. Er absolvierte eine landwirtschaftliche Ausbildung und war Wirtschaftsverwalter auf verschiedenen Gutshöfen in Ostholstein. Nach seinem Militärdienst war er bis 1881 als Gutsinspektor in Ostpreußen tätig. Ab 1883 führte er den väterlichen Hof. Zudem war gleichzeitig Vorsteher des Amtsbezirks Gülzow im preußischen Landkreis Herzogtum Lauenburg.
Hemelingen suchte 1903/04 erstmals einen hauptamtlichen Gemeindevorsteher. Der industriell aufstrebende Ort hatte zu dieser Zeit rund 7000 Einwohner. Unter 170 Bewerbern wurde der konservative Christern ausgewählt. Er war von 1904 bis 1922 als Bürgermeister in Hemelingen tätig. Er baute die Gemeindeverwaltung auf, ordnete die Ortsplanung, vervollständigte den Ausbau der Kanalisation und des Weserhafens und ließ mehrere Straßen anlegen. In seiner Zeit entstand 1906 das Rathaus Hemelingen.

Seinen Ruhestand verbrachte er in Lübeck.
Ehrungen
- Die Christernstraße in Hemelingen wurde nach ihm benannt.